# Римокатоличка црква у Новом Кнежевцу
Римокатоличка црква у Новом Кнежевцу, подигнута у периоду од 1847. до 1858. године, представља непокретно културно добро као споменик културе.
Црква у Новом Кнежевцу носи стилске карактеристике класицизма, у основи је једнобродна грађевина, једноставне архитектуре и без пластичне декорације. На прочељу је улаз маркиран плитким пиластрима који се јављају и на самим ивицама, као и на бочним фасадама објекта. Прозори су постављени високо и завршавају сегментним луком. Звоник кавадратне основе својим доњим делом пресеца тимпанон, а ивице су му маркиране такође пиластрима. Са све четири стране је уграђен сат, испод којих су повећи отвори са жaлузинама сегментног завршетка. Купола шаторастог облика належе на равни венац звоника.
Олтарска пала на главном олтару „Свети Ђорђе”, је дело аутора Берталана Секеља, уље на платну (400х200cm). На бочном олтару је слика „Св. Ана учи Богородицу”, рад Тана Мора из 1866. године, уље на платну 150 х 70cm (sign. d.d. Tán Mor Ferenc 1866).